# Alain Campbell White
Alain Campbell White (* 3. März 1880 in Cannes; † 23. April 1951 in Summerville (South Carolina)) war ein US-amerikanischer Schachkomponist und Botaniker.
Für seine Pflanzenerstbeschreibungen wird das Kürzel „A.C.White“ verwendet.

## Schach
Whites Eltern kamen aus Amerika und reisten mit ihm dorthin zurück, wo er im Alter von fünf Jahren das Schachspiel erlernte. Im Alter von elf Jahren löste und komponierte er Schachaufgaben, so dass bereits im Dezember 1891 seine erste Aufgabe veröffentlicht wurde. White traf den Schachkomponisten Sam Loyd, wodurch er ein glühender Anhänger der Schachkomposition wurde. Im Jahr 1914 gründete er den Good Companions Club, dem nahezu alle bekannten Schachkomponisten angehörten. Dort wurden monatlich Turniere abgehalten und es wurde eine monatliche Klubzeitung gedruckt. Als White Mitte der 1920er Jahre aus gesundheitlichen Gründen den Club verlassen musste, löste sich der Club jedoch bald auf.
Als White zwölf Jahre alt war, erbte er eine Sammlung von etwa 5000 Dreizügern. Im Laufe der Jahre baute White diese Sammlung aus, wobei ihm dank eines von ihm entwickelten wissenschaftlichen Systems viele Mitarbeiter helfen konnten, sodass bis Mitte der 1930er Jahre, als er die Sammlung nach England abgab und aufteilte, etwa eine Viertelmillion Schachaufgaben enthalten waren.
White schrieb viele Schachbücher, unter anderem die von 1905 bis 1936 erschienene 44-bändige Christmas Series, die er mit dem Vermerk „Wishing You a Merry Christmas. Alain C. White“ als Weihnachtsgeschenk weltweit an seine Schachfreunde versandte. Während des Ersten Weltkrieges wurden sie über die Schweiz nach Deutschland gebracht. Auch andere Bücher verteilte er im Zuge der Arbeit an der Aufgabensammlung gratis.

## Botanik
Ab 1908 begann White mit dem wissenschaftlichen Studium der Botanik, was nach 1930 zu einer ernsthaften Beschäftigung für ihn wurde. Mit Boyd Lincoln Sloane legte White die White-Sloane-Sammlung an, zunächst eine Sammlung genereller botanischer Natur, jedoch später auf Stapeliinae spezialisiert, die 1942 als größte und wichtigste in den Vereinigten Staaten galt. White führte Studien an den Pflanzen durch und sammelte Exemplare, um Daten über sie zu gewinnen. 1933 publizierten White und Sloane das Buch The Stapelieae mit dem Untertitel An introduction to the study of this tribe of Asclepiadaceae, dessen erweiterte dreibändige Auflage 1937 (siehe Werke) als wichtigstes Werk auf diesem Spezialgebiet angesehen wurde. Bei den Arbeiten an Stapeliinae stieß Whites Interesse auf Euphorbiaceae, über die er ebenfalls forschte. Mit R. A. Dyer aus Südafrika und Sloane verfasste er hierüber ebenfalls mehrere Bücher.
Nach White und Boyd Lincoln Sloane benannt ist die Pflanzengattung White-sloanea Chiov. aus der Familie der Hundsgiftgewächse (Apocynaceae).

## Privates
Whites Vater John J. White war Rechtsanwalt.
White studierte von 1898 bis 1902 an der Harvard University, wo er mit magna cum laude graduierte und in der Phi Beta Kappa war, und ging dann auf die Columbia University, wo er 1904 mit dem Mastergrad abschloss. Noch als Student gewann er den Lantham Prize der Dante Society of America für einen Aufsatz über Dante Alighieri und verfasste auch weitere Bücher über italienische Geschichte. Später widmete er sich den Sprachstudien. Während seines Lebens bereiste White schließlich viele Länder, unter anderem Kanada, Russland, Ägypten, Frankreich, Deutschland und Italien.
1913 gründete White die White Memorial Foundation, die in Connecticut Parkanlagen und Erholungsanlagen unterhielt. White blieb Junggeselle und lebte bis zu seinem Lebensende mit seiner Schwester May zusammen, der er alle seine Bücher widmete.
Nach 1930 verschlechterte sich Whites Gesundheitszustand merklich, und besonders seine Sehkraft ließ stark nach. Dennoch konnte er weiterhin komponieren und 1950 noch die Gratulationen zu seinem 70. Geburtstag entgegennehmen. Er verstarb am 23. April 1951.
Er stiftete bei seinem Wohnort einen 4000 Acre großen Park bei Bantam und Litchfield (Connecticut), der von seiner Foundation betreut wird.

## Werke (Auswahl)
Schach:

- Alain C. White: Les mille et un Mats Inverses. Numa Preti, Paris 1907
- Alain C. White: The White Rooks. Christmas Series, Stroud 1910
- Alain C. White: The Theory of Pawn Promotion. Stroud 1912
- Alain C. White und George Hume: Valves and Bi-Valves. Christmas Series, Stroud, USA, 1930

Botanik:

- Alain White & Boyd L. Sloane: The Stapelieae – an introduction to the study of this tribe of Asclepiadaceae. S. E. Haselton, Pasadena 1933 (Erstauflage)
- Alain White & Boyd L. Sloane: The Stapelieae. 2nd edition. 3 Bände. Pasadena 1937

Geschichte:

- Alain C. White: The History of the Town of Litchfield, Connecticut, 1720–1920.  Litchfield Historical Society 1920